# Uliči
Uliči (ukr. Уличі); srednjovjekovno istočnoslavensko pleme, preci ukrajinske nacije, koji su od 6. do 10. stoljeća nastanjivali jugozapad današnje Ukrajine i sjeverne prostore Moldove, točnije prostor oko rijeka Dnjestar i Bug. Njihovo glavno središte predstavljao je grad Peresičen. Uliči su u vojnom smislu predstavljali snažno pleme i bili su u jako dobrim odnosima sa svojim jugozapadnim susjedima Tivercima. Na vlastitom teritoriju uz obalu Crnog mora, Uliči su zajedno s Tivercima vodili česte bitke s raznim euroazijskim osvajačima, pritom indirektno štiteći autohtone slavenske prostore u sjeverozapadnoj Ukrajini.
Nakon osnivanja Kijevske Rusi u 9. stoljeću, kijevski kneževi u nekoliko su navrata pokušali zauzeti teritorij Uliča, a to je sredinom 10. stoljeća uspjelo jednom od vikinških vojskovođa Sveneldu, koji je ratovao u službi kijevskog kneza Svjatoslava. Uliči se u sljedećem razdoblju integriraju u društvo Kijevske Rusi, a nakon žestokog napada Pečenega u 11. stoljeću sele se prema sjeverozapadnim i karpatskim krajevima Ukrajine. Do 13. stoljeća su se posve asimilirali s ostalim zapadnim ukrajinskim plemenima, a njihovi potomci vjerojatno su današnji Huculi.

## Vanjske poveznice
- Enciklopedija Ukrajine: Uliči
- Mihajlo Gruševski: Povijest Uliča (ukr.)